# Вудсайд (Каліфорнія)
Вудсайд (англ. Woodside) — місто (англ. city) в США, в окрузі Сан-Матео штату Каліфорнія. Населення — 5309 осіб (2020).

## Географія
Вудсайд розташований за координатами 37°25′20″ пн. ш. 122°15′33″ зх. д. / 37.42222° пн. ш. 122.25917° зх. д. (37.422157, -122.259081).  За даними Бюро перепису населення США в 2010 році місто мало площу 30,39 км², уся площа — суходіл.

## Демографія
Згідно з переписом 2010 року, у місті мешкало 5287 осіб у 1977 домогосподарствах у складі 1487 родин. Густота населення становила 174 особи/км².  Було 2157 помешкань (71/км²).
Расовий склад населення:
| - 89,2 % — білих - 6,3 % — азіатів - 0,4 % — чорних або афроамериканців - 0,1 % — вихідців з тихоокеанських островів - 0,1 % — корінних американців - 1,2 % — осіб інших рас |

До двох чи більше рас належало 2,7 %. Частка іспаномовних становила 4,6 % від усіх жителів.
За віковим діапазоном населення розподілялося таким чином: 23,5 % — особи молодші 18 років, 56,3 % — особи у віці 18—64 років, 20,2 % — особи у віці 65 років та старші. Медіана віку мешканця становила 48,8 року. На 100 осіб жіночої статі у місті припадало 95,4 чоловіків;  на 100 жінок у віці від 18 років та старших — 94,7 чоловіків також старших 18 років.
Медіана доходів становила 206 307 доларів для чоловіків та 133 214 долари для жінок. За межею бідності перебувало 4,5 % осіб, у тому числі 2,3 % дітей у віці до 18 років та 6,5 % осіб у віці 65 років та старших.
Цивільне працевлаштоване населення становило 2370 осіб. Основні галузі зайнятості: науковці, спеціалісти, менеджери — 27,2 %, освіта, охорона здоров'я та соціальна допомога — 14,8 %, фінанси, страхування та нерухомість — 14,3 %.